# Microcontrôleur analogique
On appelle microcontrôleur analogique un dispositif muni d'une ou plusieurs entrées et d'une ou plusieurs sorties analogiques, mais dont le cœur abrite un microcontrôleur.
Dans un circuit purement analogique (par exemple un amplificateur audio ou un récepteur radio), tout le traitement du signal est fait par des circuits analogiques (amplificateur, oscillateur, mélangeur, changeur de fréquence, détecteur, démodulateur...).
Au contraire, dans un microcontrôleur analogique, les signaux analogiques sont numérisés grâce à des convertisseurs analogiques-numériques dès qu'ils pénètrent dans le dispositif. Les échantillons numériques peuvent alors être traités, combinés, mémorisés. Au moment opportun, des convertisseurs numériques-analogiques génèrent des signaux analogiques à partir de données numériques issues de la mémoire.
De nombreux microcontrôleurs analogiques possèdent également des entrées et des sorties numériques, permettant par exemple de piloter des voyants, des relais..

## Exemple 1: Ligne à retard
C'est un circuit à une entrée et une sortie. Le signal entrant est échantillonné à la cadence nécessaire pour assurer par la suite une reproduction fidèle (le Théorème de Shannon précise que la fréquence d'échantillonnage doit être supérieure au double de la plus haute fréquence présente dans le signal d'entrée). Les échantillons sont mis en mémoire. Après un délai choisi par l'utilisateur, les échantillons sont ressortis de la mémoire et retransformés en un signal analogique qui apparaît à la sortie.

## Exemple 2: Répondeur
C'est un circuit qui possède également une entrée et une sortie audio. Mais il y a deux modes de fonctionnement :
- en mode enregistrement, le propriétaire du téléphone à répondeur enregistre son message de bienvenue (Nous ne sommes malheureusement pas là...) ; le message est numérisé et mémorisé ;
- en mode écoute, le message enregistré est sorti de la mémoire et transmis au correspondant ; le message du correspondant sera lui aussi enregistré aux fins d'écoute ultérieure.

## Exemple 3: Système de contrôle de température
Imaginez une maison avec des capteurs de température placés dans les différentes pièces.
Périodiquement, le microcontrôleur va mesurer la température dans chaque pièce, la comparer avec la valeur souhaitée par l'utilisateur (en tenant compte de l'heure, le cas échéant) et va modifier le réglage des vannes contrôlant le flux d'eau chaude entrant dans chaque radiateur.